# Gérard Lahellec
Gérard Lahellec, né le 4 avril 1954 à Plufur (Côtes-du-Nord), est un homme politique français. Membre du Parti communiste français, il est vice-président du conseil régional de Bretagne de 2004 à 2020 et sénateur des Côtes-d'Armor depuis 2020. 

## Biographie
Gérard Lahellec naît à Plufur dans une famille d'exploitants agricoles. Titulaire du baccalauréat en 1972, il entreprend des études, qu'il abandonne, à la faculté des sciences de Rennes puis exerce des fonctions d'auxiliaire de l'Éducation nationale.
Après avoir réussi le concours de technicien des installations des télécommunications, il intègre France-Télécom en 1978. Occupant diverses fonctions commerciales et responsabilités syndicales, il commence sa carrière politique en janvier 1994 en devenant conseiller régional de Bretagne, remplaçant Édouard Quemper, démissionnaire. L'année suivante, il est élu conseiller municipal de Saint-Brieuc et devient adjoint au maire Claude Saunier. Il conserve ces mandats jusqu'en mars 2001, année où la liste d'opposition conduite par Bruno Joncour remporte les élections municipales.
Réélu au conseil régional en 1998 et 2004, il est désigné vice-président chargé des transports, après la victoire de la gauche aux élections régionales et l'accession de Jean-Yves Le Drian à la présidence de région. Depuis cette date, il est reconduit dans cette fonction. Après son élection au Sénat, il annonce qu'il quitte sa fonction au 1er octobre 2020.
Dans le cadre des élections sénatoriales de 2020, il figure en seconde position de la liste du Parti socialiste et du Parti communiste français conduite par l'ancienne députée Annie Le Houérou pour la circonscription des Côtes d'Armor. Il est élu sénateur le 27 septembre 2020.
Communiste, il adhère au PCF à l'âge de 18 ans. De 1989 à 2013, il est responsable départemental du parti dans les Côtes-d'Armor.

## Détail des fonctions et des mandats

### Mandat parlementaire
- depuis le 27 septembre 2020 : sénateur des Côtes-d'Armor

### Mandats locaux
- 24 janvier 1994 - 20 juin 2021 : conseiller régional de Bretagne
- 25 juin 1995 - 24 mars 2001 : conseiller municipal de Saint-Brieuc
- 25 juin 1995 - 24 mars 2001 : adjoint au maire de Saint-Brieuc
- 2 avril 2004 - 1er octobre 2020 : vice-président du conseil régional de Bretagne